# Protocetus

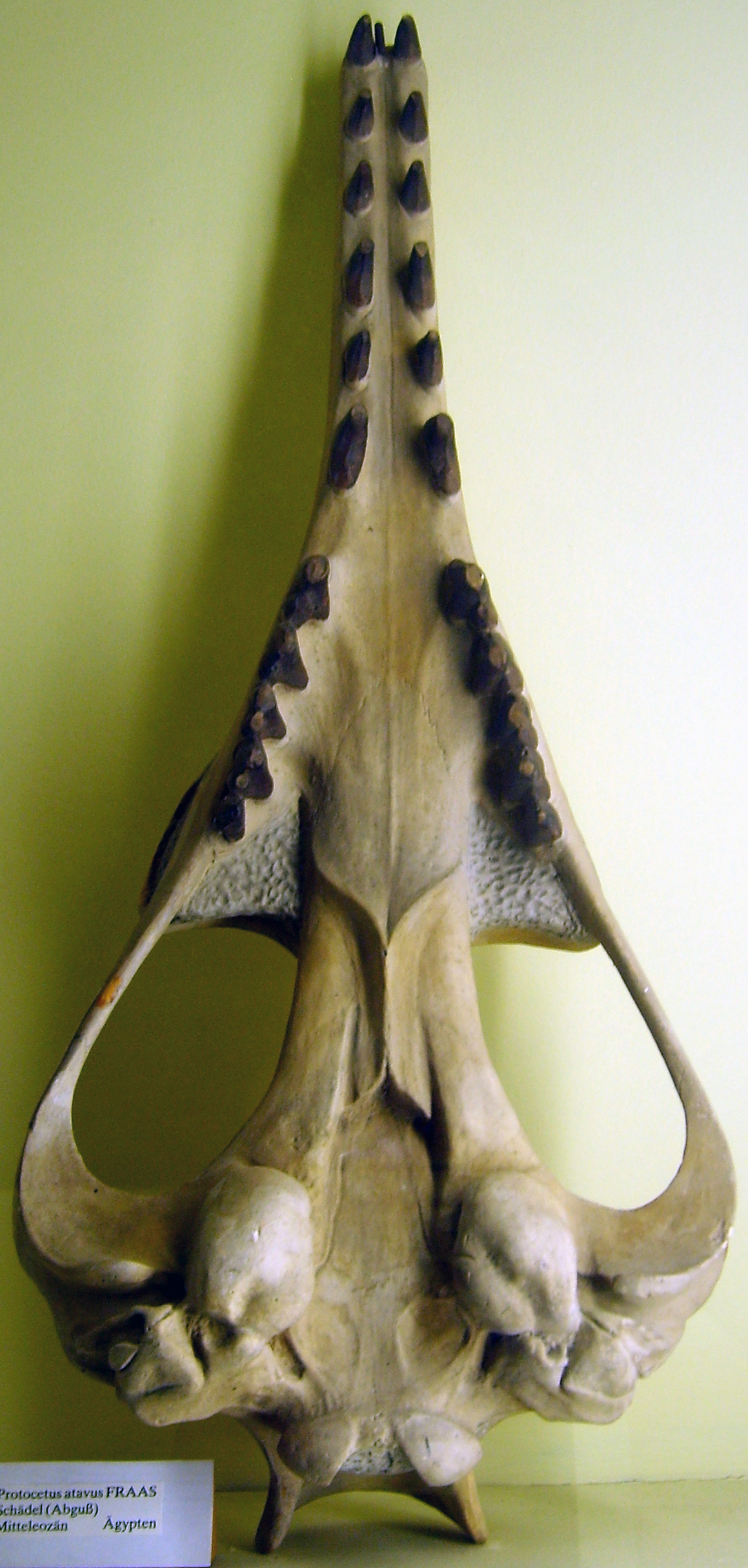
Crâne de Protocetus atavus, au musée d'histoire naturelle de Berlin

Genre
Espèce
Protocetus (« première baleine ») est un genre fossile de cétacés basaux trouvé en Égypte. L'espèce Protocetus atavus a vécu durant l'Éocène moyen, il y a environ 45 millions d'années.

## Historique
Le genre Protocetus et son espèce type ont été décrits en 1904 par Eberhard Fraas, sur la base d'un crâne, de vertèbres et de côtes fossiles trouvés dans le calcaire Lutétien du Djebel Mokattam, près du Caire, en Égypte. Cette région était alors recouverte par une mer peu profonde, rattachée à l'océan Téthys.

## Description
Protocetus mesurait environ 2,5 mètres de long. Il avait encore de petites nageoires postérieures et ses nageoires antérieures avaient des orteils palmés. La tête de Protocetus mesure environ 60 cm de long. Sa mâchoire est longue et bordée de dents aiguisées. Les os de la queue laissent penser que celle-ci a peut-être évolué en nageoire caudale. Alors qu'il n'y avait pas encore d'évent, les narines avaient déjà commencé à se déplacer vers l'arrière de la tête.
Contrairement à son prédécesseur plus primitif, le genre Pakicetus, la structure de l'oreille de Protocetus laisse penser que Protocetus pouvait entendre correctement sous l'eau, mais il est peu probable qu'il ait eu la capacité d'écholocalisation. De même, il a conservé un bon appareil olfactif qui lui permettait d'avoir un bon sens de l'odorat, mais il a probablement compté davantage sur sa vision pour trouver ses proies.

## Phylogénie

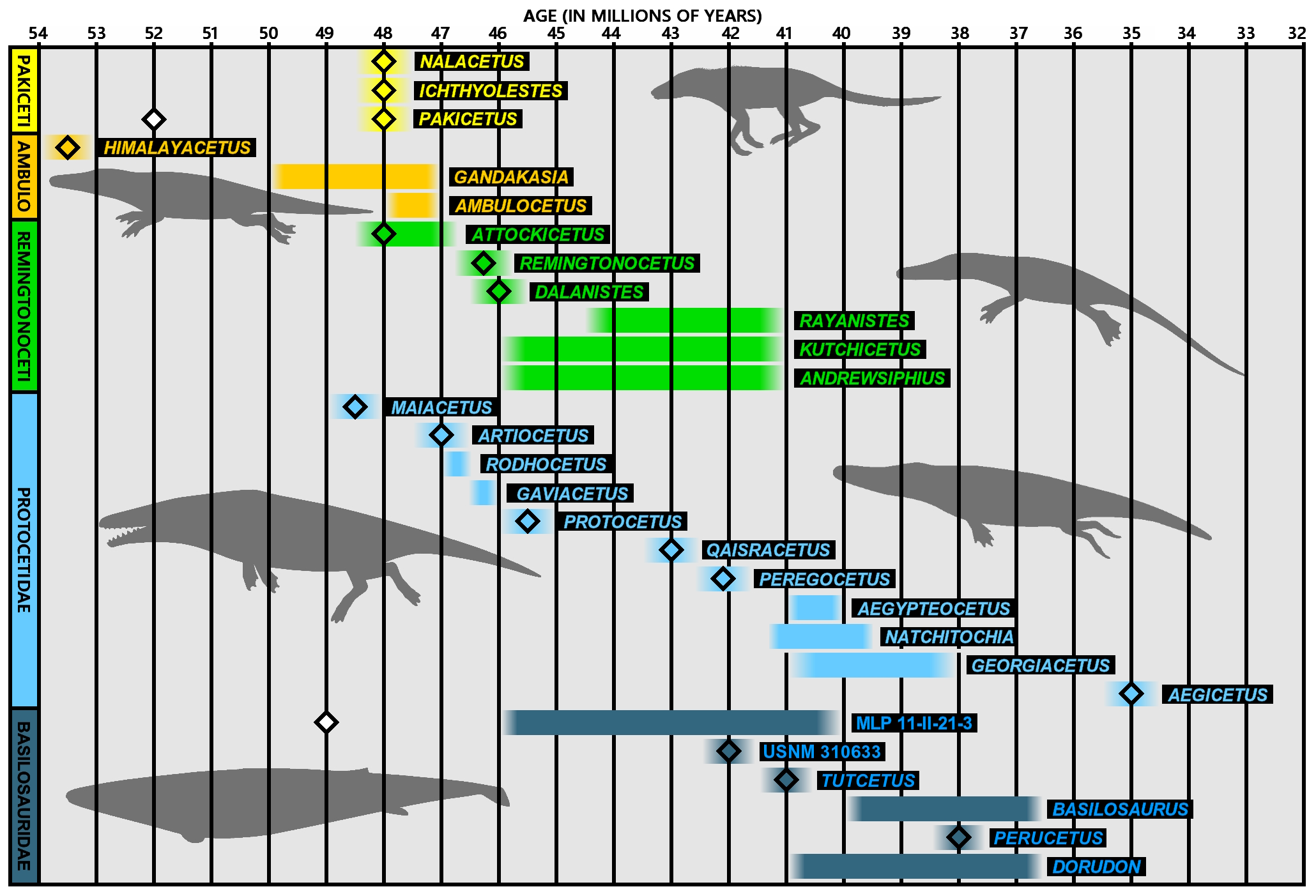
La position de Protocetus (en bleu clair) parmi les Cétacés de l'Éocène

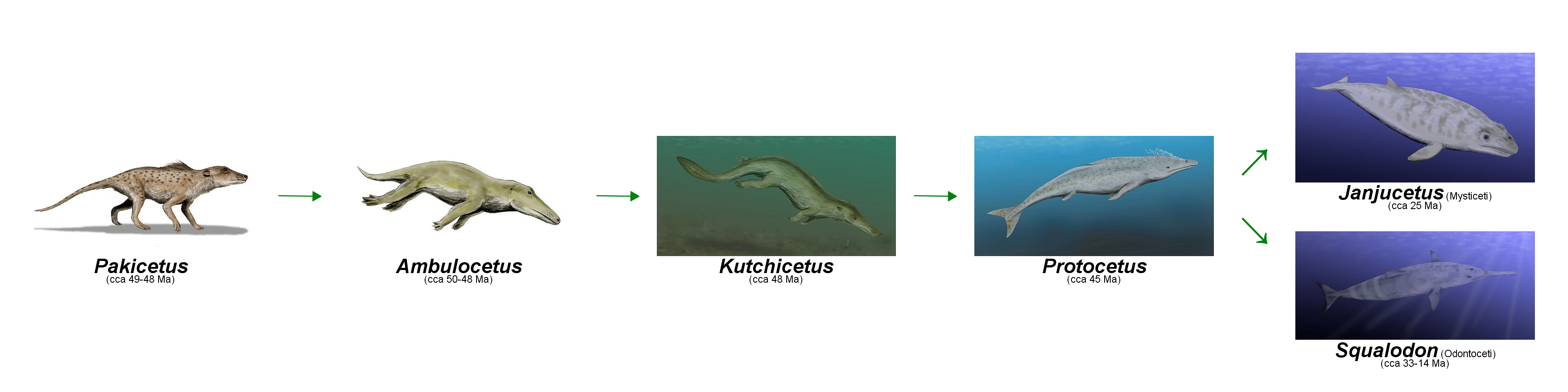
Protocetus selon une hypothèse portant sur son rôle dans l'évolution des cétacés.